# Менен (Бельгия)
Менен (нидерл. Menen, фр. Menin) — город и коммуна в бельгийской провинции Западная Фландрия. Менен насчитывает около 32 000 жителей.
Первое упоминание Менена восходит к 1087 году. В 1548 году пожар разрушил значительную часть города. В 1578 году были впервые возведены городские стены. Всего с 1579 по 1830 год Менен двадцать два раза подвергался осаде.
- Ратуша и беффруа в 2004 году (до реставрации 2007 года)
- Церковь Святого Франциска
- Немецкое кладбище

## Рост населения
Источник информации:NIS — для периода с 1806 по 1970= подсчет населения на 31 декабря; начиная с 1977= количество жителей на 1 января
1977: объединение коммун (+12.616 жителей)